# Shoot 'em up

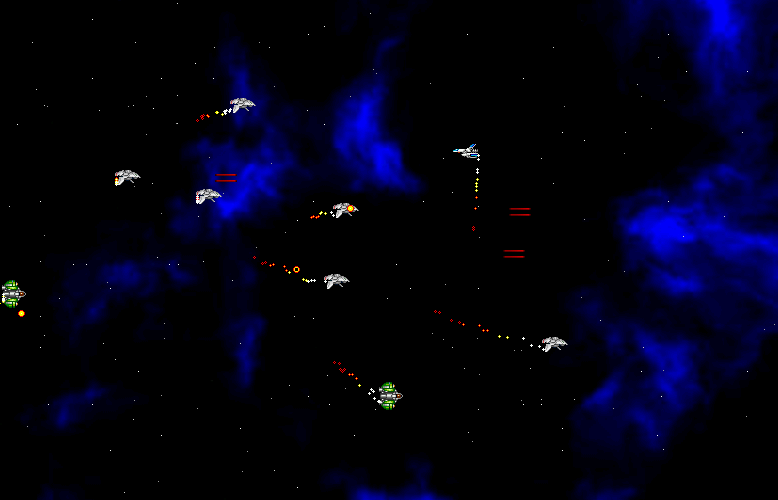
Un shoot 'em up típico, en el que hay una nave que controla el jugador sobre un fondo que se desplaza de derecha a izquierda, y naves enemigas atacantes en diferentes formaciones que aparecen por la derecha.

El término shoot 'em up define un género de videojuegos en los que el jugador controla un personaje u objeto solitario, generalmente una nave espacial, un avión o algún otro vehículo, que dispara contra hordas de enemigos que van apareciendo en pantalla. Es un subgénero de los videojuegos de disparos.
La gran influencia que tuvo Space Invaders como referente cultural del género conllevó que se acuñara el término de «matamarcianos» para referirse a este tipo de videojuegos; terminología que ha sido aceptada y empleada en prensa y bibliografía españolas.
El género a su vez comprende varios tipos o subgéneros, y los críticos difieren en cuanto a qué elementos componen un shoot 'em up. Algunos restringen la definición a juegos en los que aparece una nave espacial con ciertos tipos de movimiento; otros permiten una definición más amplia que incluye a personajes a pie y diferentes perspectivas. Son juegos que requieren reacciones rápidas y para avanzar a menudo es necesario memorizar los niveles y los patrones de aparición de los enemigos. No se consideran shoot 'em up en sí los videojuegos con un movimiento libre en un entorno 3D; la palabra hace alusión a videojuegos donde el movimiento se limita a dos ejes bidimensionales (aunque los gráficos puedan estar renderizados con polígonos en tres dimensiones). Los más modernos videojuegos bullet hell (literalmente, «infierno de balas») presentan cantidades abrumadoras de proyectiles enemigos, cuyos patrones deben memorizarse para poder evitarlos.
Los orígenes del género se remontan a Spacewar!, uno de los primeros videojuegos que existieron, desarrollado en 1962, el cual a su vez inspiró a los primeros videojuegos comerciales para máquinas arcade: Computer Space y Galaxy Game, publicados en 1971. No obstante, Space Invaders, publicado en las máquinas japonesas en 1978, se acredita generalmente como el inventor y popularizador del género propiamente dicho. Los shoot 'em up aumentaron su popularidad durante los ochenta y principios de la década de los noventa del siglo XX a medida que iban evolucionando. Desde mediados de la década de los noventa y con el creciente uso de gráficos tridimensionales en los videojuegos, los shoot 'em up se convirtieron en un género de culto basado en convenciones de diseño establecidas en los años ochenta, y dirigido cada vez más a los entusiastas del género, particularmente en Japón.
A medida que aparecían nuevas ideas, se fueron definiendo varios tipos o subgéneros de shoot 'em up: el fixed shooter («[juego de] disparos [en un eje] fijo») es el caso de Space Invaders, un videojuego en el que el jugador puede moverse a lo largo de un eje y los enemigos atacan desde una única dirección. En un multi-directional shooter («[juego de] disparos multidireccional»), el jugador puede rotar y moverse en cualquier dirección. Por contraste, en un rail shooter («[juego de] disparos sobre raíles») el personaje o vehículo se ve desde detrás y se mueve hacia el fondo de la pantalla; mientras, controlado por el jugador, esquiva a los enemigos. Los tube shooters («[juego de] disparos en tubo») presentan puntos de vista similares, y los personajes controlables en este caso vuelan por tubos abstractos. Los scrolling shooters («[juego de] disparos con desplazamiento de pantalla») se dividen en horizontal shooters («[juego de] disparos horizontal») y vertical shooters («[juego de] disparos vertical»), en los que el fondo de la pantalla se desplaza normalmente de derecha a izquierda y de arriba hacia abajo, respectivamente.
Estos dos géneros, a su vez, se clasifican en bullet hell y cute 'em up (juego de palabras donde se emplea la palabra cute (lindo) en lugar de shoot (disparar)). En el género run and gun («corre y dispara») los protagonistas suelen ser personas o humanoides que se mueven a pie —en lugar de algún vehículo— y a menudo pueden saltar; estos juegos pueden presentar desplazamiento de la pantalla y movimiento multidireccional.

## Definición
Un shoot 'em up, también escrito en inglés como shmup, es un juego en el que el protagonista combate a un gran número de enemigos disparándoles mientras esquiva el fuego de estos. El jugador depende de su tiempo de reacción para tener éxito. Más allá de esto, los críticos difieren en qué elementos constituyen exactamente un shoot 'em up. Algunos restringen el género a juegos en los que aparece algún tipo de nave con movimiento sobre un fondo fijo o desplazante, es decir, lo que se vino conociendo en español como «juegos matamarcianos» o «juegos de marcianitos» —en ocasiones, esta última utilizada de forma peyorativa—. Otros incluyen además juegos en los que los protagonistas son robots o humanos a pie; juegos tipo «on-rails» («sobre raíles o rieles», o «hacia el interior de la pantalla») y juegos tipo «run and gun» («corre y dispara»). En un principio, los críticos describían cualquier juego donde el primer elemento de diseño era el disparo como «shoot 'em up», pero más tarde los shoot 'em up se convirtieron en un género específico basado en convenciones de diseño establecidas en los juegos de disparo de los años ochenta.

## Diseño

### Elementos comunes
Los shoot 'em up son un subgénero del género shooter («tirador»), clasificado a su vez como un tipo de videojuego de acción. Son juegos que se desarrollan normalmente vertical u horizontalmente en la pantalla, y los jugadores deben usar armas con determinado radio de acción. El avatar del jugador es típicamente un vehículo que se encuentra bajo constante ataque. Por lo tanto, el objetivo del jugador es disparar lo más rápidamente posible a todo lo que se mueva o lo amenace. En algunos juegos, el personaje del jugador puede soportar algún daño; en otros, un único blanco sobre este provoca su destrucción. Las principales habilidades requeridas en un shoot 'em up son las capacidades de reacción rápida y de memorizar los patrones de ataque enemigo. Algunos juegos presentan cantidades enormes de proyectiles enemigos, y el jugador debe memorizar sus patrones de una a otra partida si quiere sobrevivir. Los shoot 'em up son uno de los géneros de videojuegos en los que el ritmo de desarrollo de la acción es más acelerado.
Típicamente aparece un gran número de personajes enemigos. Estos enemigos pueden comportarse de un modo determinado en función de su tipo, o atacar en formaciones que el jugador debe aprender a predecir. El juego básico tiende a ser de avance continuo, y muchos compensan esto con batallas particulares contra «jefes» o «monstruos» y con diferentes armas. Los shoot 'em up raramente usan física real. Los personajes pueden cambiar de dirección instantáneamente, sin inercia, y los proyectiles se mueven en líneas rectas y a velocidades constantes. El personaje que controla el jugador puede recoger «power ups» (o «pows», «potenciadores») que dan a este mayor protección, una «vida» extra, o armas mejoradas. Las diferentes armas a menudo son adecuadas para diferentes enemigos, pero en este tipo de juegos raramente se sigue la pista a la munición disponible. En su lugar, los jugadores tienden a disparar indiscriminadamente, con la confianza de que sus armas sólo pueden dañar blancos legítimos.

### Tipos

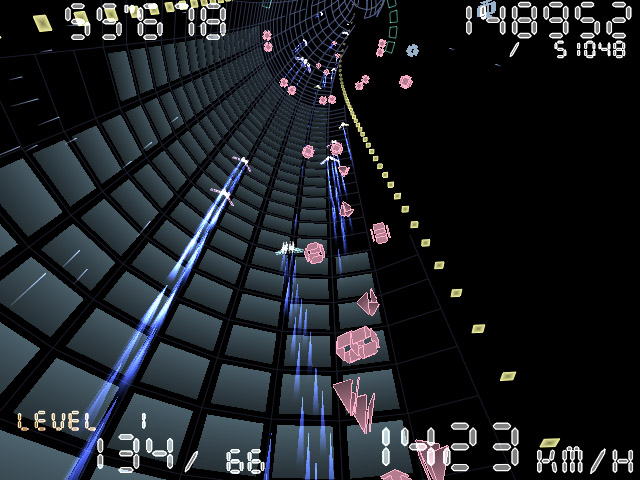
Torus Trooper, un tube shooter, en el que aparece una nave volando por un tubo abstracto y vista desde detrás.

Los shoot 'em up se categorizan por sus elementos de diseño, especialmente el punto de vista del jugador y el movimiento:

#### Fixed shooter
Los categorizados como «fixed shooter» («[juego de] disparos [sobre un eje] fijo») constan de niveles cada uno de los cuales cabe en una sola pantalla. El movimiento del protagonista está fijado a un único eje, y los enemigos atacan en una única dirección (tal como la de descender desde la parte superior de la pantalla).
Estos juegos se denominan a veces como «gallery shooters» («galería de tiro»).

#### Rail shooter
Los clasificados como «rail shooter» («[juegos de] disparos sobre raíles») limitan al jugador a moverse por la pantalla mientras el juego sigue una ruta específica; estos juegos presentan un punto de vista «hacia el interior de la pantalla», con el cual se ve la acción desde detrás del personaje.

#### Tube shooter
Los que reciben el nombre de «tube shooter» («[juegos de] disparos en tubo») presentan una nave que vuela por un tubo abstracto.

#### Scrolling shooter
En los clasificados como «scrolling shooter» («[juegos de] disparos con desplazamiento de pantalla») se incluyen juegos con desplazamiento vertical u horizontal de la pantalla. En un shoot 'em up con desplazamiento vertical (o «vertical scroller»), la acción se ve desde arriba y la pantalla se desplaza de arriba abajo (o de abajo arriba, ocasionalmente). Ello tiene la ventaja de permitir complejos patrones de enemigos así como de hacer posible que gráficos simples, incluso, funcionen de forma convincente. Los vertical scrollers son los más adecuados para las máquinas arcade con pantallas altas; las pantallas usadas para computadoras personales o videoconsolas tienden a ser más anchas que altas y por lo tanto son menos adecuadas para juegos con desplazamiento vertical. El otro tipo de «scrolling shooter» es el «horizontal shooter», también conocido en inglés como «side-scrolling shooter» («[juegos de] disparos con desplazamiento lateral»), en el cual la acción se ve lateralmente y se desplaza horizontalmente. Un pequeño número de scrolling shooters, tales como Zaxxon, de Sega, muestran una perspectiva isométrica. Otros presentan un desplazamiento de pantalla en pantalla mediante el uso de un dispositivo «flip-screen» («pantalla plegable»): cuando el jugador alcanza el borde de la pantalla, todo un nuevo escenario aparece de una vez. Algunos shooters pueden presentar movimiento multidireccional («multi-directional shooter»), generalmente con una pantalla estática.
Hay casos en donde juegos como Axelay use zonas como shooter vertical y zonas como shooter lateral, sobre todo en juegos poligonales, y casos en juegos como Darius en donde elige la siguiente zona de las 2 posibles si la zona actual fuese completada.

#### Bullet hell
«Bullet hell» (弾幕 danmaku?, lit. «cortina de fuego» o «cortina de balas») es un shoot 'em up en el cual toda la pantalla está a menudo casi completamente llena de balas enemigas. También se conoce este tipo en inglés como «curtain fire» («cortina de fuego»), «manic shooters» («[juegos de] disparos frenéticos») o «maniac shooters» («[juegos de] disparos maníacos»). Este estilo de juego se originó a mediados de la década de los años 1990, y es un descendiente de los «scrolling shooters». Los «cute 'em up» presentan gráficos de colores brillantes y representan escenarios y enemigos surrealistas. Los más modernos, particularmente los japoneses, emplean personajes e insinuaciones abiertamente sexuales. Knights in the Nightmare utiliza este tipo en batallas.

#### Run and gun
Los juegos de «corre y dispara» («run and gun» o «run 'n' gun») describen un tipo de shoot 'em up en el que el protagonista se desplaza normalmente a pie, a veces con la posibilidad de saltar. Estos juegos usan perspectivas de desplazamiento lateral, vertical o isométrica, y pueden presentar además movimiento multidireccional.

## Historia

### Orígenes y ascenso

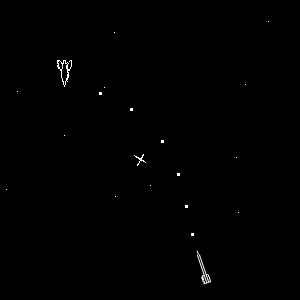
Spacewar!, un antiguo videojuego en el que se dispara y aparece una nave espacial.

Los orígenes exactos del género son un tema de cierta confusión. El periodista de videojuegos Brian Ashcraft señala a Spacewar! (uno de los primerísimos videojuegos) como el primer shoot 'em up, pero el posterior Space Invaders se cita más frecuentemente como el «primero» u «original» del género. Spacewar! fue desarrollado en el Instituto Tecnológico de Massachusetts en 1961, para diversión de los desarrolladores; no obstante se rehízo cuatro veces como juego arcade de principios a mediados de los años 1970. En el juego aparecía un combate entre dos naves espaciales, inspiradas por la contemporánea carrera espacial de la Guerra Fría. Sin embargo, no fue hasta la llegada en 1978 del seminal Space Invaders, creado por la empresa japonesa Taito Corporation, que el género se hiciese prolífico. Space Invaders enfrentaba al jugador contra múltiples enemigos que descendían desde la parte superior de la pantalla a una velocidad que aumentaba a ritmo constante. El juego usaba criaturas alienígenas inspiradas por La guerra de los mundos (de H. G. Wells) debido a que los desarrolladores eran incapaces de reproducir el movimiento de un avión; al mismo tiempo los alienígenas reemplazaban a los enemigos humanos por motivos morales (relativos a la representación de matanzas de seres humanos) en lo concerniente a Taito Corporation. Al igual que ocurriría con subsiguientes shoot 'em ups de la época, la acción se situaba en el espacio ya que la tecnología disponible sólo permitía un fondo negro. El juego introducía también la idea de dar al jugador un número determinado de «vidas». Space Invaders fue un éxito comercial masivo, causando escasez de monedas en Japón. Al año siguiente, Galaxian, producido por Namco, llevó el género más lejos con patrones de enemigos más complejos y gráficos más elaborados.

### Edad de oro y refinamiento
En 1981 apareció el juego Defender, que introducía el desplazamiento de pantalla en los shoot 'em up, ofreciendo niveles que se extendían horizontalmente. A diferencia de la mayoría de los juegos posteriores del género, el jugador podía mover su personaje en cualquier dirección. Al año siguiente, Konami introdujo Scramble, un shooter de desplazamiento lateral con desplazamiento forzado. Fue el primer shooter de desplazamiento que ofrecía múltiples niveles diferentes. Tempest, de Atari, publicado en 1981, fue uno de los primeros «tube shooters» y un intento temprano de incorporar una perspectiva tridimensional a un juego de disparo. Tempest en última instancia terminó influyendo en la mayoría de los «rail shooters». Al mismo tiempo aparecieron juegos de disparo de desplazamiento vertical. Xevious (publicado en 1982) es citado frecuentemente como el primer «vertical shooter», y, aunque estuvo de hecho precedido por varios otros juegos de desplazamiento vertical, fue el más influyente. Xevious fue también el primero en representar convincentemente paisajes en oposición a escenarios puramente de ciencia ficción. Mientras Asteroids (1979) permitía al jugador rotar la nave espacial, el grandemente aclamado Robotron 2084, de 1984, fue el más influyente sobre subsiguientes shooters multidireccionales. Space Harrier, de Sega, un rail shooter publicado en 1985, abrió un nuevo campo gráficamente, y su amplia variedad de escenarios a lo largo de múltiples niveles dio a los jugadores un aliciente más aparte de las puntuaciones.
1985 vio también el lanzamiento de Gradius, de Konami. Gradius daba al jugador mayor control sobre las opciones de armamento, introduciendo de este modo otro elemento de estrategia. El juego también introducía la necesidad para el jugador de memorizar los niveles con el objeto de conseguir cualquier tipo de éxito. Gradius, con su icónico protagonista, definió el shoot 'em up de desplazamiento lateral y generó una serie que se prolongó durante varias secuelas. El siguiente año vio la aparición de una de las series de vanguardia de Sega con su juego Fantasy Zone. El juego fue aclamado por sus gráficos y su escenario surrealista y por el protagonista, Opa-Opa, que fue durante un tiempo considerado la mascota de Sega. El juego, que tomaba prestado el dispositivo de Defender que permitía al jugador controlar la dirección del vuelo, fue, junto con el anterior Twinbee (1985), un arquetipo del subgénero «cute 'em up». R-Type, otro aclamado shoot 'em up de desplazamiento horizontal, publicado en 1987 por Irem, empleaba un desplazamiento de pantalla más lento de lo habitual, con niveles de mayor dificultad que reclamaban estrategias metódicas. Raiden, de 1990, fue el comienzo de la aparición de otra largamente aclamada serie en este período.
Shoot 'em ups tales como Ikari Warriors, de SNK (1986), que presentaban a personajes a pie, en lugar de una nave espacial, se hicieron populares a mediados de los años 80 con el nacimiento de películas de acción como  Rambo: First Blood Part II. El primer juego de este tipo se desconoce, pero el primer ejemplo influyente fue Commando, de Data East, publicado en 1985. Commando desencadenó comparaciones con Rambo, y en efecto la crítica contemporánea consideró los temas militares y los protagonistas similares a Rambo o a los personajes interpretados por Arnold Schwarzenegger como prerrequisitos para un shoot 'em up, como oposición a los videojuegos de acción-aventura. Contra, de 1989 (del cual fue publicada en Europa una versión modificada con el nombre de Probotector) fue particularmente aclamado por sus objetivos multidireccionales y la posibilidad de jugar dos personas a la vez de forma cooperativa. Sin embargo, a principios de los años 1990 y con la popularidad de las videoconsolas de 16 bits, el género scrolling shooter se vio saturado, con desarrolladores luchando por conseguir que sus juegos fuesen destacados (una excepción fue el inventivo Gunstar Heroes, por Treasure).

### Evolución hacia los«bullet hell»y llamamiento al culto
A principios de los años 1990 surgió un nuevo tipo de shoot 'em up, llamado «bullet hell», «manic shooter» o «maniac shooter». Este tipo de juego requería que el jugador esquivase abrumadoras cantidades de proyectiles enemigos y le reclamaba reacciones aún más rápidas. Los juegos bullet hell nacieron de la necesidad de los desarrolladores de shoot 'em up bidimensionales de competir con la emergente popularidad de los juegos tridimensionales: se pretendía impresionar a los jugadores con enormes cantidades de misiles sobre la pantalla. Batsugun (1993), de Toaplan, proporcionó la plantilla prototípica para esta nueva raza de videojuegos, y la compañía Cave (formada por antiguos empleados de Toaplan, incluyendo al creador principal de Batsugun Tsuneki Ikeda, después de que la segunda quebrase) creó el juego típico de este género, DonPachi, en 1995. Los «manic shooter» marcaron otro hito a partir del cual el género shoot 'em up empezó a dirigirse a jugadores más dedicados. Juegos tales como Gradius habían sido más difíciles que Space Invaders o Xevious, pero los juegos «bullet hell» eran aún más introvertidos y dedicados a los fans del género que buscaban mayores desafíos. Mientras que los juegos «shooter» que mostraban protagonistas a pie se trasladaron en su mayoría a los géneros basados en tres dimensiones, series populares y de largo recorrido como Contra y Metal Slug continuaron recibiendo nuevas secuelas. Los «rail shooters» raramente han sido publicados en el nuevo milenio, y sólo Rez y la saga Panzer Dragoon (a excepción de Panzer Dragon Saga, que es de rol) han conseguido reconocimiento de culto.
Radiant Silvergun (1998), de Treasure, introducía un elemento narrativo en el género. Obtuvo numerosas aclamaciones por parte de la crítica por su diseño refinado, aunque nunca se publicó fuera de Japón y continúa siendo un objeto muy buscado por los coleccionistas. Su sucesor, Ikaruga (2001), presentaba mejores gráficos y fue de nuevo aclamado como uno de los mejores juegos del género. Ambos se encuentran disponibles en Xbox Live Arcade. El género ha sufrido un poco con el resurgimiento de los servicios en línea de la Xbox 360 y la Wii, mientras que en Japón los shoot 'em up de arcades mantienen un nicho de popularidad profundamente arraigada. Geometry Wars: Retro Evolved se publicó en Xbox Live Arcade en 2005 y destacó especialmente sobre las varias reediciones y videojuegos casuales disponibles en el servicio. Sin embargo, y a pesar del continuado atractivo del género para un grupo entusiástico de jugadores, los desarrolladores de juegos shoot 'em up están cada vez más acuciados financieramente por el poder de las videoconsolas y sus géneros, reclamados por el público.